# St. Anna (Schiplage-St. Annen)

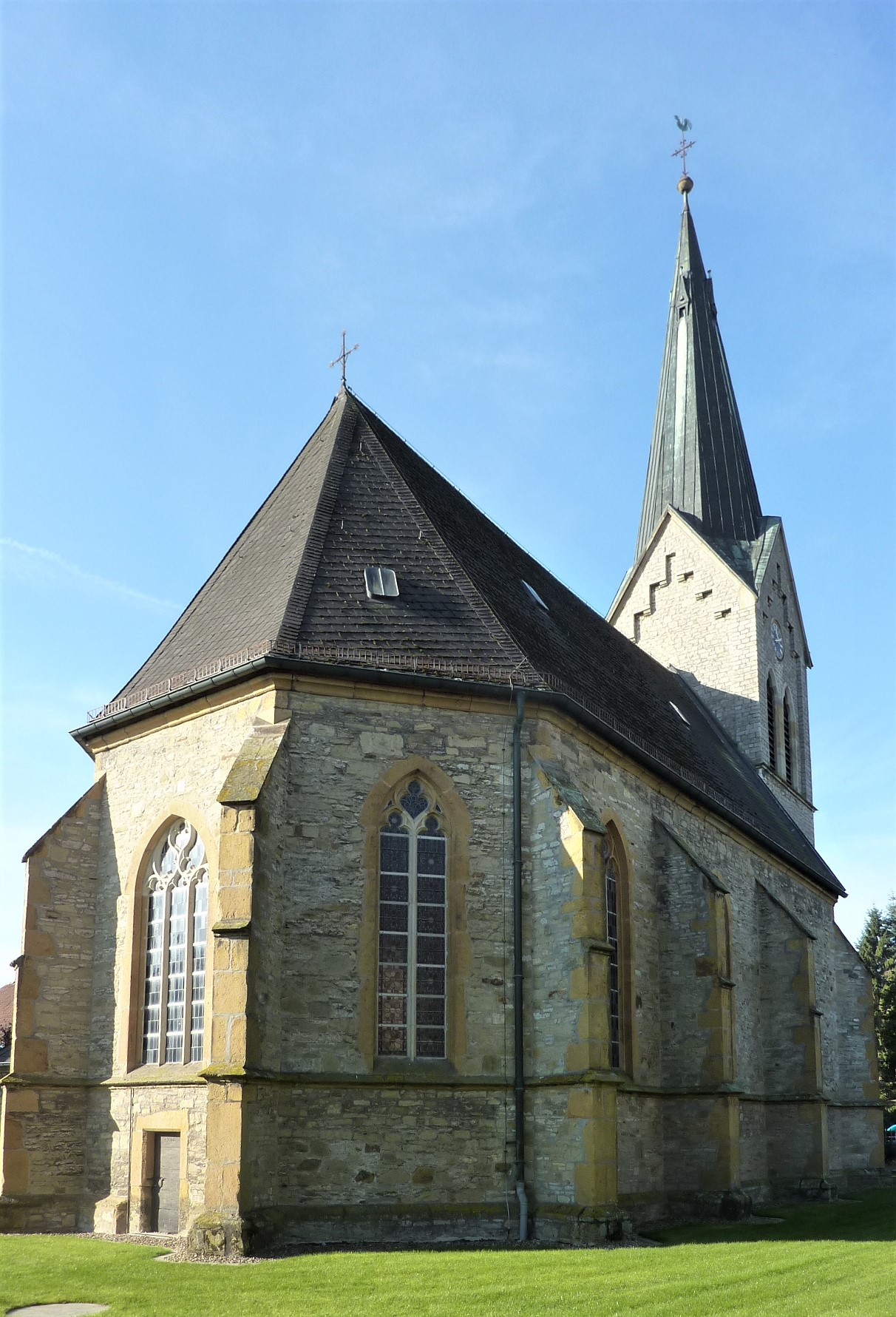
St.-Anna-Kirche

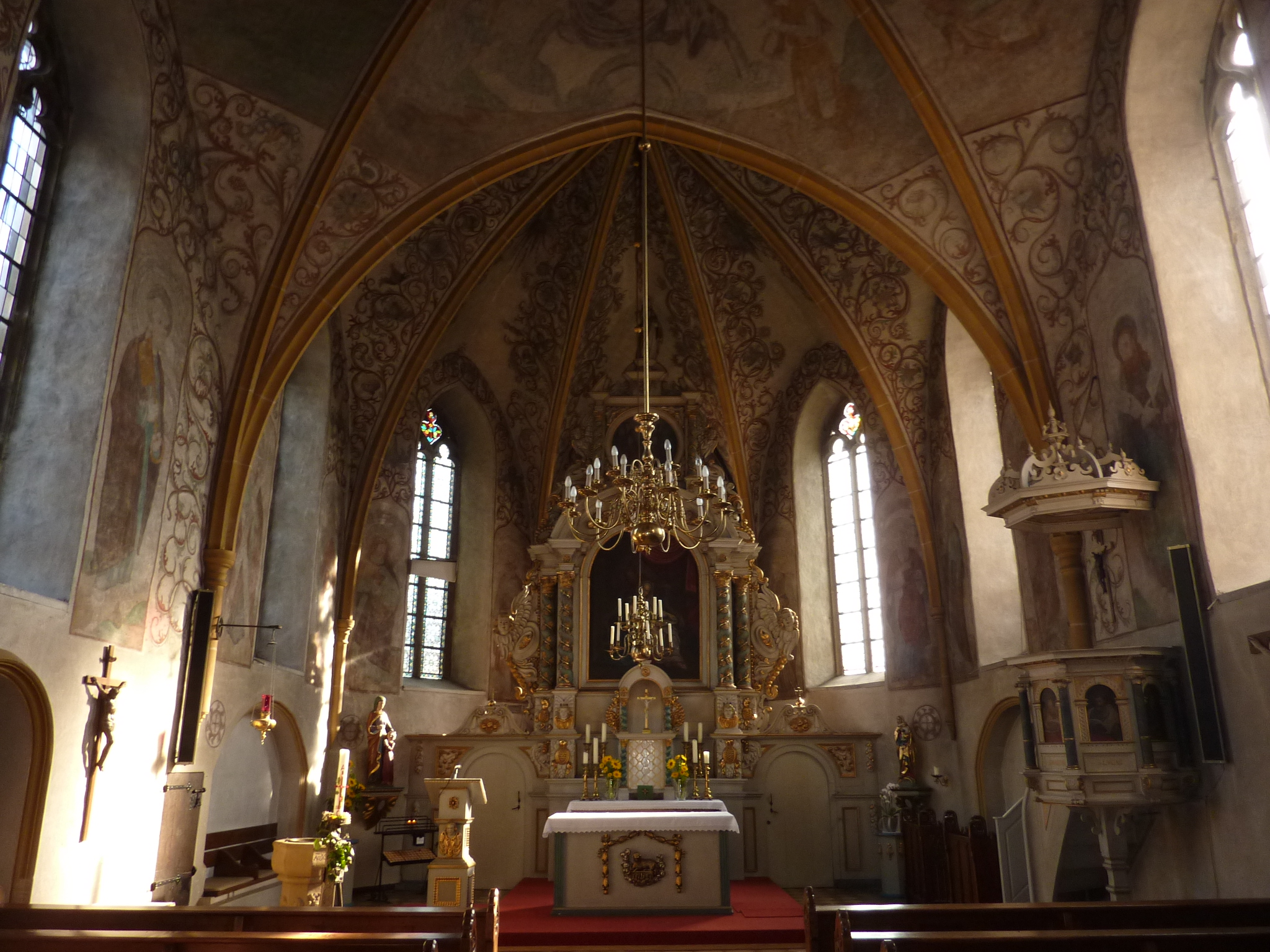
Chor

Die römisch-katholische St.-Anna-Kirche steht in der Ortslage Schiplage-St. Annen im Ortsteil Neuenkirchen der Stadt Melle im Landkreis Osnabrück von Niedersachsen. Die Kirchengemeinde gehört zum Dekanat Osnabrück-Süd im Bistum Osnabrück.

## Beschreibung
Die Saalkirche wurde von 1505 bis 1514 errichtet. Der ursprüngliche Dachreiter wurde 1912 durch einen neugotischen Kirchturm im Westen ersetzt, der mit einem spitzen Helm bedeckt ist. Das mit einem Satteldach bedeckte Kirchenschiff ist durch Strebepfeiler in zwei Joche unterteilt, an das sich ein weiteres Joch des Chores anschließt, zwischen denen sich zwei- bzw. dreibahnige Maßwerkfenster befinden. Der Chor im Osten hat einen dreiseitigen Abschluss. Das Kreuzgewölbe des Innenraums setzt auf Konsolen über Diensten auf. Der Schlussstein ist mit den Wappen des Bistums Osnabrück verziert. 
Eine Besonderheit sind die Wand- und Gewölbemalereien in der Kirche. Etwa um 1510/20 hat ein unbekannter Maler die damals neue Kirche ausgemalt. Im Gewölbe ist das Jüngste Gericht mit Christus als Weltenrichter in der Mitte dargestellt, zu seiner linken die Höllendarstellung, zu seiner rechten die Vorstellung des Himmels. Die Malereien im Altarraum zeigen die Apostel.
Die Kanzel stammt aus der Zeit des Dreißigjährigen Krieges (1625). An ihr sind die vier Evangelisten dargestellt. Der Corpus des Kanzelkreuzes ist aus gegossener Bronze.
Zur Kirchenausstattung gehört ein um 1680 gebauter Hochaltar mit seitlichen Türen, der die ganze Breite des Chors einnimmt. Auf dem Gemälde wird Maria von Anna unterrichtet. Das Taufbecken stammt aus dem Jahr 1666. Das Chorgestühl aus der Renaissance ist noch vorhanden. Eine neue Orgel wurde 1982 von Orgelbau Kreienbrink gebaut. Der Orgelprospekt wurde der historischen Kircheneinrichtung angepasst.